# Сарын
Сарын (устар. Саран) — река в России, протекает на севере Западной Сибири по территории Красноселькупского района Ямало-Ненецкого автономного округа. Устье реки находится в 86 км по левому берегу реки Корылькы. Длина реки — 91 км.

## Притоки
Притоки по порядку от устья:
- в 5 км от устья, по левому берегу реки впадает река Китэлькикэ;
- в 48 км от устья, по левому берегу реки впадает река Каменистая;
- в 57 км от устья, по правому берегу реки впадает река Материковая;
- в 58 км от устья, по правому берегу реки впадает река Параллельная.

## Данные водного реестра
По данным государственного водного реестра России относится к Нижнеобскому бассейновому округу, водохозяйственный участок реки — Таз, речной подбассейн реки — подбассейн отсутствует. Речной бассейн реки — Таз.
Код объекта в государственном водном реестре — 15050000112115300065604.